# Берёза (Волынская область)
Берёза (укр. Береза) — село в Ратновской поселковой общине Ковельского района Волынской области Украины.
До 2020 года входило в Ратновский район.
Код КОАТУУ — 0724281003. Население по переписи 2001 года составляет 183 человека. Почтовый индекс — 44112. Телефонный код — 3366. Занимает площадь 0,771 км².